# Delta Capricorni
Delta Capricorni (δ Capricorni, viết tắt Del Cap, Cap) là một hệ đa sao cách Trái Đất khoảng 39 năm ánh sáng trong chòm sao Ma Kết (Dê biển). Ngôi sao chính trong hệ thống là một sao khổng lồ trắng và ánh sáng kết hợp của các thành viên khiến nó trở thành ngôi sao sáng nhất trong chòm sao.
Hệ thống này bao gồm một hệ sao đôi che khuất, Delta Capricorni A được chỉ định và hai ngôi sao đồng hành là B và C.  Hai thành phần của A được chỉ định là Delta Capricorni Aa (còn có tên là Deneb Algedi ) và Ab.
Vì nằm gần hoàng đạo, Delta Capricorni có thể bị Mặt trăng che khuất và cũng (hiếm khi) bị các hành tinh che khuất.

## Danh pháp
δ Capricorni (được Latin hóa thành Delta Capricorni) là tên gọi của hệ thống. Tên gọi của ba thành phần là Delta Capricorni A, B và C, và các thành phần của A - Delta Capricorni Aa và Ab - xuất phát từ quy ước được sử dụng bởi Danh mục Đa quốc gia Washington (WMC) cho nhiều hệ thống sao và được Quốc tế thông qua Liên minh thiên văn (IAU).
Hệ thống này có tên truyền thống là Deneb Algedi, có nguồn gốc từ tiếng Ả Rập ذنب اليدي (ðanab al-jady), có nghĩa là "đuôi dê", ám chỉ cái đuôi giống như con cá của loài chim biển Capricorn và Scheddi. Vào năm 2016, Liên minh Thiên văn Quốc tế đã tổ chức một Nhóm làm việc về Tên Sao (WGSN)  để lập danh mục và chuẩn hóa tên riêng cho các ngôi sao. WGSN quyết định gán tên thích hợp cho từng ngôi sao thay vì toàn bộ nhiều hệ thống. Nó đã phê duyệt tên Deneb Algedi cho thành phần Delta Capricornii Aa vào ngày 1 tháng 2 năm 2017 và hiện tại nó đã được đưa vào Danh sách Tên sao được IAU phê duyệt.
Trong thiên văn học Trung Quốc, Delta Capricorni được gọi là 壘壁陣四 (Lěi Bì Zhèn sì), có nghĩa là 'Ngôi sao thứ tư của dòng Ramparts'. Điều này nói đến sự hiện diện của nó trong một asterism gọi là ' The Line của Ramparts ', mà còn bao gồm Kappa Capricorni, Epsilon Capricorni, Gamma Capricorni, Iota Aquarii, Lambda Aquarii, Sigma Aquarii, Phi Aquarii, 27 Piscium, 29 Piscium, 33 Piscium và 30 Piscium. (tiếng Trung)

## Lịch sử quan sát
Năm 1906, nhà thiên văn học Vesto Slodes thuộc Đài thiên văn Lowell đã phát hiện ra rằng Delta Capricorni A là một sao đôi quang phổ. Quỹ đạo được xác định vào năm 1921 bởi Clifford Crump bằng cách sử dụng 69 phép đo vận tốc hướng tâm thu được tại Đài thiên văn Yerkes. Tuy nhiên, bản chất sao đôi lu mờ của hệ thống không được phát hiện cho đến năm 1956 bởi Olin J. Eggen tại Đài thiên văn Lick.
Sự kiện Mặt Trăng che khuất sao này đã được quan sát vào năm 1951, 1962 và 1988.
Delta Capricorni được công nhận là một ngôi sao kim loại vào năm 1957 và được đưa vào một danh mục năm 1958 của các ngôi sao từ tính. Nó cũng đã được liên kết với các nguồn cực tím và vô tuyến, được cho là từ hoạt động của vành trong ngôi sao thứ cấp.